# Civilna zaščita
Civilna zaščita ali civilna obramba je prizadevanje za zaščito državljanov države (običajno nevojakov) pred nesrečami, ki jih povzroči človek, in naravnimi nesrečami. Uporablja načela delovanja v izrednih razmerah: preprečevanje, blaženje, priprava, odzivanje ali evakuacija in okrevanje. O tovrstnih programih so sprva razpravljali vsaj že v dvajsetih letih 20. stoletja, v nekaterih državah pa so jih začeli izvajati v tridesetih letih 20. stoletja, ko se je povečala nevarnost vojne in letalskega bombardiranja. Strukture civilne zaščite so se razširile, ko so oblasti prepoznale grožnje, ki jih predstavlja jedrsko orožje.